# Homotherini
Homotherini (a veces escrito Homotheriini) es una tribu extinta de mamíferos carnívoros de la familia Felidae. La tribu es conocida comúnmente como gatos con dientes de cimitarra. También son conocidos, pero menos frecuente, como homoterinis. Se encontraban en América del Norte, Europa, Asia, África y América del Sur desde el Mioceno hasta el Pleistoceno y vivieron desde c. 23 Ma hasta hace 12.000 años.

## Descripción
A diferencia de otros felinos dientes de sable como Smilodon o Megantereon, los caninos superiores eran más pequeños que los de los verdaderos dientes de sable pero sus bordes estaban serrados.